# San u crvenom paviljonu
San u crvenom paviljonu (kin. "Hong Lou Meng") je kineski roman iz 18. stoljeća, jedna od najpoznatijih i najutjecajnih kineskih klasičnih knjiga. Pripada u skupinu četiri velikih klasičnih kineskih romana. 
Napisan je u sredini 18. stoljeća za vrijeme dinastije Qing. Autor je Cao Hsuečin, koji je roman objavio anonimno, ali se kasnije ustanovilo da je on autor. Počeo je pisati roman "Kamen", ali ga nije dovršio. Napisao je 80 poglavlja, a nakon njegove smrti, krajem 18. stoljeća, dodano je 40 novih poglavlja i promijenjeno ime romana u "San u crvenom paviljonu". Dijelom je autobiografski tekst. Postoji posebna znanost "crvenologija", koja proučava ovaj roman. U njemu je 30 glavnih i preko 400 sporednih likova, uglavnom ženskih. Bogata je psihološka karakterizacija likova. Detaljno prikazuje život i socijalnu strukturu tipičnog kineskoga plemstva 18. stoljeća. Crveni paviljon je naziv za mjesto stanovanja djevojaka iz bogatih plemićkih obitelji.

## Sadržaj
U romanu je detaljno opisan obiteljski klan Jia (Đa) i njegova dva ogranka, kuće Rongguo i Ningguo. Smješteni su u velikim obiteljskim kućama glavnoga grada. Njihovi preci postali su vojvode. Na početku romana, obje kuće pripadaju među najpoštovanije obitelji u gradu. Opisano je njihovo bogatstvo i utjecaj sve dok ne dođe do pada i sukoba s carem. Njihove kuće su pokradene i zaplijenjene, događaju se zločini i trpe bijedu. Pri kraju romana, njihovo stanje se popravlja. Jedna od glavnih priča u romanu je i ljubavni trokut. Glavni lik Jia Baoyu (Đa Baoju) zaljubljen je u rođakinju Lin Daiyu (Lin Daiju), ali se ženi rođakinjom Xue Baochai (Šue Baoćai). Njihova ljubavna priča završava tragično.